# 小果毛蕊茶
小果毛蕊茶（学名：Camellia villicarpa）为山茶科山茶属的植物，为中国的特有植物。分布于中国大陆的四川等地，多生长于林中。

## 异名
- Camellia obscurinervis Tsai et Feng